# 沖縄県道255号石川池原線
沖縄県道255号石川池原線(おきなわけんどう255ごういしかわいけはらせん)は沖縄県うるま市石川と沖縄市池原を結ぶ一般県道。

全線が国道329号石川バイパスの旧道であり、2016年4月1日に国道329号から移管された。

## 概要

### 区間
- 起点:うるま市石川(国道329号)
- 終点:沖縄市池原(国道329号)

### 通過自治体
- うるま市 - 沖縄市

### 交差する道路
- 国道329号(起点、終点)
- 国道331号(起点、終点-国道329号に重複)
- 沖縄県道73号石川仲泊線(起点)
- 沖縄県道6号線(うるま市石川東恩納)
- 沖縄県道75号沖縄石川線(うるま市石川東恩納)
- 沖縄県道8号線(うるま市栄野比)

### 路線バス
- 22番・名護〜うるま線（沖縄バス）　起点 - うるま市栄野比
- 48番・石川読谷線（沖縄バス）　起点 - うるま市石川東恩納
- 75番・石川北谷線（琉球バス交通）　全区間
- 77番・名護東(辺野古)線（沖縄バス）　起点 - うるま市栄野比
- 90番・知花(バイパス)線（琉球バス交通）　うるま市栄野比 - 終点
- 123番・石川空港線（琉球バス交通）　全区間
- 190番・知花空港線（琉球バス交通）　うるま市栄野比 - 終点

## 歴史
- 1953年 金武村(現金武町)屋嘉〜与那原町与那原の区間が軍道13号線に指定される。
- 1972年5月15日 本土復帰と同時に軍道13号線が一般国道329号として指定される。
- 1980年代後半 これまで全線最高速度40km/h規制だったのが一部区間で50km/hに引き上げられる。同時に石川市(現うるま市石川)東恩納〜那覇市旭町間が全線4車線となる。[2]
- 1996年 石川市(現うるま市石川)赤崎〜伊波間の石川バイパスが部分開通。
- 2005年4月28日 石川バイパスが全線4車線で開通。[3]
- 2016年3月29日 沖縄県が路線認定。[4]
- 2016年4月1日 石川バイパスが国道329号の本線となり、並行する旧道区間(うるま市石川赤崎〜沖縄市池原後原の5.4km)が本路線として県道に降格。